# Yutu (astromòbil)
Yutu (xinès: 玉兔) és un astromòbil lunar no tripulat que va formar part de la missió xinesa Chang'e 3 a la Lluna. Va ser llançat a les 17:30 UTC de l'1 de desembre de 2013, i va arribar a la superfície de la Lluna el 14 de desembre de 2013. La missió marca el primer aterratge suau a la Lluna des de 1976 i el primer astromòbil per operar allà des que el Lunokhod 2 soviètic va cessar les operacions l'11 de maig de 1973.
El rover va trobar dificultats operacionals després de la primera nit lunar de 14 dies (després d'un mes a la Lluna) i no va poder desplaçar-se després del final de la segona nit lunar, tot i que va continuar recollint informació útil durant alguns mesos després. A l'octubre de 2015, Yutu va establir el rècord del període operatiu més llarg per a un rover a la Lluna. El 31 de juliol de 2016, Yutu va deixar d'operar després d'un total de 31 mesos, molt més enllà de la seva vida útil original de tres mesos.